# Trapecio amazónico
Der Trapecio amazónico oder Trapecio de Leticia ist ein geografischer Korridor im äußersten Süden des Departements Amazonas, das zur Republik Kolumbien gehört und den südlichsten Teil des Landes bildet, der es ihm ermöglicht, Ufer des Río Amazonas zu haben. An diesem Ende des Departements, das sich wie eine Halbinsel zwischen Brasilien und Peru erstreckt, befindet sich die Hauptstadt des Departements Leticia.
Kolumbiens Souveränität über Leticia und das Amazonas-Trapez wurde durch das Friedensabkommen nach dem Kolumbianisch-Peruanischen Krieg von 1932 bis 1933 bestätigt. Kolumbien beanspruchte alle Gebiete nördlich des Río Amazonas und des Río Napo, während Peru alle Gebiete südlich des Putumayo für sich beanspruchte.

## Nationaler Naturpark
Das Amazonas-Trapez ist auch Teil des Amacayacu-Nationalparks mit einem großen Reichtum an Fauna und Flora und eines der wichtigsten Ziele des nationalen und internationalen Ökotourismus.